# Amir Naderi
Amir Naderi (persa: امیر نادری, nascut el 15 d'agost de 1946 a Abadan) és un director de cinema, guionista i fotògraf iranià. És més conegut per Davandeh i Vegas: Based on a True Story.

## Carrera
Amir Naderi va créixer a Abadan, una ciutat portuària de classe treballadora al sud de l'Iran. Va desenvolupar els seus coneixements de cinema mirant pel·lícules al teatre on treballava de petit, llegint crítica cinematogràfica i establint relacions amb els principals crítics de cinema.
Es va interessar per la fotografia i cinema molt aviat. Com a cineasta, es va inspirar en la fotografia d'Henri Cartier-Bresson sobre l'experiència urbana i la vida quotidiana, així com l'estètica del cinema neorealista italià, com ara rodatges i actors no professionals, estructures narratives més laxes i un focus en la situació dels pobres i obrers. Les primeres pel·lícules de Naderi van explorar temes i estratègies visuals similars, però ho van fer en el context de la vida i la cultura iraniana.
Naderi va fer el seu debut com a director amb Khodahafez rafigh el 1971.
L'estudiós cinematogràfic iranià Hamid Naficy cita la pel·lícula de Naderi Harmonica com un exemple important de com les pel·lícules iranianes prerevolucionàries es van esforçar per representar experiències i lluites de classe baixa sense incórrer en sancions estatals ni enfurismar els censors.
Naderi va continuar fent pel·lícules després de la revolució iraniana. La seva pel·lícula de 1984 "Khodahafez rafigh" és una de les pel·lícules fonamentals d'aquest període en el cinema iranià. Khodahafez rafigh va obtenir un ampli reconeixement crític al circuit internacional de festivals de cinema i va atreure una atenció més àmplia al que des d'aleshores s'ha convertit en el famós cinema d'art postrevolucionari de l'Iran. Khodahafez rafigh i altres pel·lícules que Naderi va fer durant la dècada de 1980 van ajudar a desenvolupar i promoure algunes de les estratègies visuals i narratives que també apareixerien a les obres d'altres directors de cinema d'art iranians. Tanmateix, aquestes pel·lícules ja insinuaven i anticipaven el desig del director d'abandonar l'Iran; Hamid Naficy les va anomenar pel·lícules "protoexíliques". A la dècada de 1990, Naderi va emigrar als Estats Units.
L'estudiós de cinema Alla Gadassik argumenta que les pel·lícules de Naderi tant abans com després del seu trasllat als Estats Units comparteixen una preocupació pel desplaçament, els espais fragmentats i la solitud. Les pel·lícules també subratllen la importància de l'experiència sensorial i la resistència corporal per localitzar la llar d'un al món. En això, l'obra de Naderi és exemplar de temes i motius més amplis del cinema diàspòric iranià.
A causa dels pressupostos de distribució i publicitat més reduïts, les pel·lícules de Naderi no són tan conegudes com la majoria de pel·lícules d'Hollywood. Malgrat això i la manca d'actors reconeixibles en la majoria de les seves pel·lícules, la seva obra acostuma a trobar distribució (principalment a Europa i Japó), i ha guanyat un gran reconeixement de la crítica. Les pel·lícules i la fotografia de Naderi també són sovint objecte de retrospectives als principals festivals i museus d'arreu del món. El Lincoln Center de Nova York, la ciutat que ha estat la seva llar durant els últims 20 anys, va oferir una retrospectiva completa de la seva obra l'any 2001, igual que el Museu Internacional del Cinema de Torí, Itàlia, l'any 2006. La seva retrospectiva més recent es va projectar al Festival Internacional de Cinema de Busan.
La seva pel·lícula de 2011 Cut es va rodar completament en japonès i protagonitza Hidetoshi Nishijima.
Amir Naderi continua produint obres de la nova generació de directors de cinema com ara Condition (2011) d'Andrei Severny,Hamsayeh de Naghmeh Shirkhan (2010) i Orphans de Ry Russo-Young (2007).

## Filmografia
- Khodahafez Rafigh (1971) a.k.a. Goodbye Friend
- Tangna (1973) a.k.a. Impasse
- Tangsir (1973)
- Sazdahani (1974) a.k.a. Harmonica
- Entezar (1974) a.k.a. Waiting
- Marsiyeh (1978) a.k.a. Requiem[11]
- Barandeh (1979) a.k.a. The Winner
- Josteju Yek (1980) a.k.a. Search One
- Josteju Doe (1981) a.k.a. Search Two
- Davandeh (1984)
- Aab, baad, khaak (1989) a.k.a. Water, Wind, Dust
- Manhattan by Numbers (1993)
- A, B, C... Manhattan (1997)
- Marathon (2002)
- Sound Barrier (2005)
- Vegas: Based on a True Story (2008)
- Cut (2011)
- 60 Seconds of Solitude in Year Zero (2011)
- Monte (2016)
- Magic Lantern (2018)
- Bahram Beyzaie: A Journey in Search of Identity (2021)

## Premis, honors i inscripcions a concurs
- Festival de Cinema de San Remo - Millor pel·lícula, Premi del Jurat, Requiem (1975)
- Festival de cinema de les Illes Verges - Placa d'or, Entezar (1975)
- Festival dels Tres Continents – Montgolfière d'or (Gran Premi) per Davandeh (1985)
- Festival dels Tres Continents – Montgolfière d'or (Grand Prix), Ab, Bad, Khak (1989)
- Festival de cinema d'Avinyó - Prix Tournage, A, B, C, Manhattan (1997)
- Festival de Cinema de Canes - A, B, C, Manhattan Un certain regard (competició) (1997)
- Festa del Cinema di Roma – Premi de la Crítica Roberto Rossellini, Sound Barrier (2005)
- Festival de Cinema de Torí – Bastone Bianco, Sound Barrier (2005)
- Festival de Cinema de Venècia - Vegas: Basat en una història real, Competició oficial (2008))